# Метод индивидуального случая в психологии
Метод индивидуального случая в психологии (англ. case study) — один из методов клинической психологии, в частности, психотерапии, относящийся к классу исследовательских приемов, которые включают в себя описание и анализ конкретных особенностей личности или феномена, сопоставление результатов с нормативными данными.

## История метода индивидуального случая
Метод исследования конкретного случая берет начало с 1801 года, одновременно с выходом отчета Итара о диком ребенке. С этого момента начинают появляться труды, посвященные конкретным людям или феноменам, но они, как правило, написаны невропатологами, имеют отношение к пациентам, с которыми врачи сталкивались при выполнении своих профессиональных обязанностей и мало связаны с психологией. Как самостоятельный психологический метод индивидуальный случай возникает вместе с развитием качественных методик в 60-е и 70-е годы XX века.

## Особенности метода индивидуального случая
Метод индивидуального случая позволяет психологам изучать как частные, так и общие психологические проблемы. Этот метод позволяет провести тщательный анализ случаев, которые никогда до этого момента в истории психологии не рассматривались или даже считались невозможными для изучения. Метод позволяет изучить конкретного индивида, так глубоко проникнуть в его психику, как это только возможно, не останавливаясь на поверхностном статистическом исследовании, признать и подчеркнуть многообразие людей и уникальность каждого человека. Поэтому метод индивидуального случая относится в первую очередь к качественным методам. С помощью него можно оказывать помощь человеку, выходящему за рамки нормы или статистических проявлений патологии, поскольку клиническая психология, в первую очередь, стремится перенести фундаментальные научные открытия и исследования на практику — помощь нуждающимся в ней. Зачастую, когда в связи с особенностями психологии не удается провести эксперимент, соответствующий морально-этическим нормам, метод индивидуального случая оказывается крайне полезным, несмотря на то, что статистически обоснованные исследования вызывают больше доверия. Исследования случаев можно использовать и тогда, когда исследователь ставит своей целью проверку гипотез или теоретических моделей, иными словами, в рамках методологии, направленной на поиск общих закономерностей. Таким образом, не только экспериментальный метод изучения психики с его возможностью воспроизведения полученных данных имеет право на существование, но и рассмотрение отдельных казуистических случаев может принести неоценимую пользу науке, заставляя ученых искать объяснение тем или иным странностям в поведении или проявлениям психики. В связи с этим в современных психологических исследованиях наблюдается тенденция все более часто использовать метод индивидуального случая в рамках составления теоретической базы на первых этапах исследования, до проведения экспериментов. Метод индивидуального случая требует глубокой эмоциональной связи психолога с испытуемым, тщательных биографических сборов, позволяющих раскрывать психические особенности на новом для психологии уровне. Именно индивидуальные случаи, благодаря своей уникальности и яркости, детальности описания в наибольшей степени запоминаются ученому или случайному читателю.Это способствует иллюстрации достижений психологии, ее гуманизации и популяризации.

## Критика метода индивидуального случая
Многие исследователи (Бурлакова Н.С., Мельникова О. Т., Роллс Джефф) отмечают значительно более редкое применение метода индивидуального случая в психологии, чем в других науках, например, медицине или юриспруденции, а также склонность многих авторов недооценивать метод или относиться к нему с недоверием ввиду статистической несостоятельности. Другой отмечаемый критиками недостаток заключается в том, что иногда исследователь, изучающий конкретный случай, может предвзято интерпретировать или описывать наблюдаемые события, в результате чего бывает сложно отделить фактическую информацию от предположений исследователя. Таким образом, основная критика метода индивидуального случая распространяется на невозможность перенесения исследуемого феномена на другого человека, ненадежность из-за сложностей воссоздания параметров исследования, возможной предвзятости исследователя и сложности при создании статистических данных по проблеме.

## Известные психологические работы, выполненные с помощью метода индивидуального случая
- Фрейд, Зигмунд Анализ фобии пятилетнего мальчика (Маленький Ганс). — СПб.: Издательская группа «Лениздат», 2014.
- Винникотт Д. В. Пигля. Отчет о психоаналитическом лечении маленькой девочки — М.: НФ Класс, 2006. ISBN 5-86375-133-9.
- Лурия А.Р Маленькая книжка о большой памяти (ум мнемониста) (исследование феноменальной памяти С. В. Шерешевского) — М.: Издательство Московского Университета, 1996.
- Лурия А.Р Потерянный и возвращённый мир. — М.: Издательство Московского Университета, 1971.
- Сакс, Оливер Человек, который принял жену за шляпу (и другие истории из врачебной практики). — СПб: Science Press, 2005, 2006; М.: АСТ, 2010, 2011, 2013, 2015.
- Томэ Г., Кэхеле Х. Современный психоанализ: исследования. Случай Амалии Икс — СПб.: Восточно-Европейский Институт Психоанализа, 2001.
- Полонская Н. Н. Жизнь на осколках видимого мира: нейропсихологическая диагностика зрительной агнозии. — М.: Когито-Центр, 2014. — 86, [2] с. : ил.; 21 см. — (Университетское образование).; ISBN 978-5-89353-416-0